# Cicero (Nowy Jork)
Cicero – miasto w Stanach Zjednoczonych, w stanie Nowy Jork, w hrabstwie Onondaga.